# Blastophaga
Blastophaga är ett släkte av steklar. Blastophaga ingår i familjen fikonsteklar.
Kladogram enligt Catalogue of Life:
| Blastophaga | \| \| Blastophaga breviventris \| \| \| \| \| \| Blastophaga distinguenda \| \| \| \| \| \| Blastophaga glabellae \| \| \| \| \| \| Blastophaga inopinata \| \| \| \| \| \| Blastophaga intermedia \| \| \| \| \| \| Blastophaga javana \| \| \| \| \| \| Blastophaga mayeri \| \| \| \| \| \| Blastophaga nipponica \| \| \| \| \| \| Blastophaga psenes \| \| \| \| \| \| Blastophaga puncticeps \| \| \| \| \| \| Blastophaga quadrupes \| \| \| \| \| \| Blastophaga silvestriana \| \| \| \| |
|             | \| \| Blastophaga breviventris \| \| \| \| \| \| Blastophaga distinguenda \| \| \| \| \| \| Blastophaga glabellae \| \| \| \| \| \| Blastophaga inopinata \| \| \| \| \| \| Blastophaga intermedia \| \| \| \| \| \| Blastophaga javana \| \| \| \| \| \| Blastophaga mayeri \| \| \| \| \| \| Blastophaga nipponica \| \| \| \| \| \| Blastophaga psenes \| \| \| \| \| \| Blastophaga puncticeps \| \| \| \| \| \| Blastophaga quadrupes \| \| \| \| \| \| Blastophaga silvestriana \| \| \| \| |
|             | Blastophaga breviventris |
|             | |
|             | Blastophaga distinguenda |
|             | |
|             | Blastophaga glabellae |
|             | |
|             | Blastophaga inopinata |
|             | |
|             | Blastophaga intermedia |
|             | |
|             | Blastophaga javana |
|             | |
|             | Blastophaga mayeri |
|             | |
|             | Blastophaga nipponica |
|             | |
|             | Blastophaga psenes |
|             | |
|             | Blastophaga puncticeps |
|             | |
|             | Blastophaga quadrupes |
|             | |
|             | Blastophaga silvestriana |
|             | |

## Bildgalleri

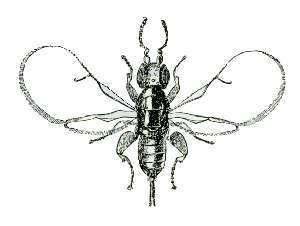